# 60 хвилин (телешоу, США)
«60 хвилин» (англ. 60 Minutes) — американське суспільно-політичне телешоу, створене Доном Г'юїттом, транслюється каналом CBS з 1968 року. Згідно зі складеним часописом TV Guide в травні 2002 року списку п'ятдесяти найбільших телешоу всіх часів, «60 хвилин» займало 6-е місце. За версією газети The New York Times шоу є одним з найшанованіших з суспільно-політичних на американському телебаченні .

## Історія
У програмі вперше використовувалися найважливіші методи журналістського розслідування, зокрема повторне редагування інтерв'ю, приховані камери, гоча-журналістика, несподівані візити в будинки і офіси, що стосуються слідчого питання. Постановки виникли в кінці 1970-х в австралійській і канадській версіях програми.

### Ранні роки

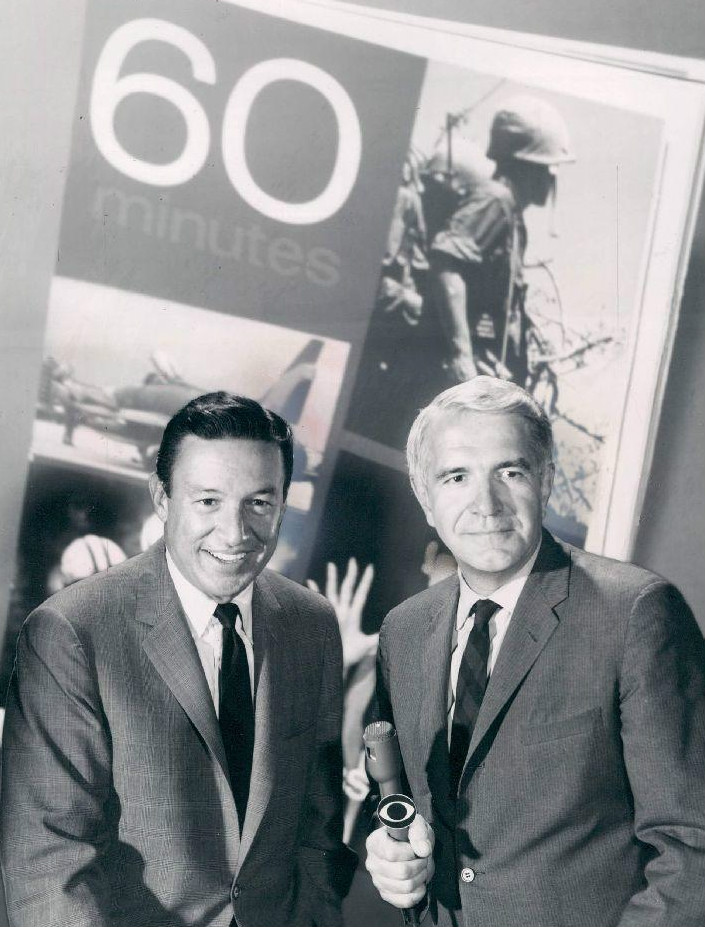
Майк Уоллес і Гаррі Різонер на прем'єрному випуску «60 хвилин» (1968 рік).

Пілотний випуск «60 хвилин» відбувся у вівторок ввечері (о 22:00 EST), 24 вересня 1968, програму вели Гаррі Різонер і Майк Уоллес. Глядачам були представлені наступні питання:
1. Передвиборна кампанія — погляд зсередини штабів кандидатів у президенти Г'юберта Гамфрі і Річарда Ніксона.
2. Коментарі європейських письменників Малкольма Маггериджа, Петера фон Кана і Луїджі Барзіні-молодшого на тему американської виборчої системи.
3. Коментарі політичного оглядача і журналіста Арта Бухвальда.
4. Інтерв'ю з Генеральним прокурором Ремсі Кларком на тему жорстокості поліції.
5. Скорочений варіант номінується на Оскар короткометражного фільму Сола Басса «Чому людина творить».
6. Діалог-роздум Різонера і Уоллеса про співвідношення сприйняття і реальності, де Уоллес сказав, що шоу направлено на відображення реальності.